# Матлуг
Матлуг (рос. Матлуг) — присілок в Ленському районі Архангельської області Російської Федерації.
Населення становить 7 осіб. Входить до складу муніципального утворення Сафроновське поселення.

## Історія
Від 2004 року входить до складу муніципального утворення Сафроновське поселення.

## Населення
| 2002 | 2010 | 2012 |
| ---- | ---- | ---- |
| 4    | ↘3   | ↗7   |